# Vincetoxicum otophyllum
Vincetoxicum otophyllum är en oleanderväxtart som först beskrevs av Camillo Karl Schneider, och fick sitt nu gällande namn av Ping Tao Li. Vincetoxicum otophyllum ingår i släktet tulkörter, och familjen oleanderväxter. Inga underarter finns listade i Catalogue of Life.